# Municipio de South Rock Island
El municipio de South Rock Island (en inglés: South Rock Island Township) es un municipio ubicado en el condado de Rock Island en el estado estadounidense de Illinois. En el año 2010 tenía una población de 18407 habitantes y una densidad poblacional de 950,13 personas por km².

## Geografía
El municipio de South Rock Island se encuentra ubicado en las coordenadas 41°28′57″N 90°34′12″O / 41.48250, -90.57000. Según la Oficina del Censo de los Estados Unidos, el municipio tiene una superficie total de 19.37 km², de la cual 18.05 km² corresponden a tierra firme y (6.8%) 1.32 km² es agua.

## Demografía
Según el censo de 2010, había 18407 personas residiendo en el municipio de South Rock Island. La densidad de población era de 950,13 hab./km². De los 18407 habitantes, el municipio de South Rock Island estaba compuesto por el 80% blancos, el 13.1% eran afroamericanos, el 0.26% eran amerindios, el 1.35% eran asiáticos, el 0.03% eran isleños del Pacífico, el 2.2% eran de otras razas y el 3.06% pertenecían a dos o más razas. Del total de la población el 6.41% eran hispanos o latinos de cualquier raza.